# Kostkovice
Kostkovice (polsky Kostkowice) jsou vesnice v jižním Polsku ve Slezském vojvodství v okrese Těšín v gmině Dubovec. Leží na území Těšínského Slezska na jihozápadním okraji rybníkářské oblasti zvané Žabí kraj. Podle sčítání lidu v roce 2011 zde žilo 543 obyvatel, rozloha obce činí 5,10 km².
První zmínka o Kostkovicích pochází z listiny vratislavského biskupa Jindřicha I. z Vrbna sepsané kolem roku 1305. Vesnice patřila těšínskému knížectví a v roce 1920 byla spolu s celým východním Těšínskem rozhodnutím Konference velvyslanců připojena k Polsku.
Obec se skládá ze čtyř částí:
- Kępa
- Samlowiec
- Stary Dwór (Starý dvůr)
- Za Wodą (Za Vodou)

Přes Kostkovice vede okresní silnice spojující Těšín s Dubovcem.

## Přírodní památky
Na území obce Kostkovice se nachází šest dubů, které jsou přírodními památkami.
| Objekt                         | Míry                             | Stáří [roky] | Lokalita                   | Datum vzniku památky |
| ------------------------------ | -------------------------------- | ------------ | -------------------------- | -------------------- |
| Dub letní (Quercus robur)      | obvod: 330 cm výška: 22 m        | 200          | vedle rybníka Pustelnik I  | 1963                 |
| Dub letní (Quercus robur)      | obvod: 370 cm výška: 20 m        | 250          | vedle rybníka Pustelnik II | 1963                 |
| Dub letní (Quercus robur)      | obvod: 320 cm výška: 23 m        | 200          | vedle rybníka Młyńczok I   | 1963                 |
| Skupina tří dubů (Quercus sp.) | obvod: 250–360 cm výška: 18–22 m | 250          | vedle rybníka Młyńczok II  | 1963                 |